# Xylocalyx recurvus
Xylocalyx recurvus är en snyltrotsväxtart som beskrevs av Susan Carter. Xylocalyx recurvus ingår i släktet Xylocalyx och familjen snyltrotsväxter. Inga underarter finns listade i Catalogue of Life.